# Йоганн II (герцог Баварії)
Іоганн II (*Johann II, 1341 — 8 серпня 1397) — герцог Ландсгут-Баварський у 1375—1392 роках, герцог Баварсько-Мюнхенський у 1392—1397 роках.

## Життєпис
Походив з династії Віттельсбахів. Другий син Стефана II, герцога Баварії, та Єлизавети (доньки Фредеріка II, короля Сицилії). Народився у 1341 році. Дитинство і молодість провів у Ландсгуті. 1372 року одружився з донькою Мейнхарда VI, графа Горіції.
У 1375 році після смерті батька Іоганн II стає герцогом Ландсгут-Баварським (разом з братами Стефаном III і Фрідріхом I), а також стрийком Оттоном V. У 1376 року чотири герцога домовилися, що Іоганн II і Стефан III буде керувати південною частиною герцогства, а інший брат Фрідріх зі стрийком — північною. При цьому кожні два роки вони повинні були змінюватися керованими територіями. Втім, цей договір так і не був реалізований. Після смерті Оттона V у 1379 році Іоганн II розділив з братами герцогство, проте здебільшого залишалося спільне управління. 1385 році разом з дружиною успадкував частку Горіцької спадщини — округ Лієнц, а в 1392 році продав його Альбрехту III Габсбургу, герцогу Австрії.
Іоганн II опікувався переважно внутрішніми справами, практично не проводив активної зовнішньої політики. Тому йому не подобалася участь брата Фрідріха в міланських справах його родичів Вісконті та військових кампаніях у Франції. Водночас інший брат Стефан III через його марнотратство. Тому у 1392 році Іоганн II ініціював остаточний розподіл володінь, за яким отримав область навколо міста Мюнхена, який став столицею нового герцогства.
Втім вже у 1392 році Стефан III, що був незадоволений своєю часткою, став вимагати зміни ситуації, а 1394 року напав на Іоганна II, чим розпочав так звану Першу війну Баварського Дому. У 1395 році Іоганн II зазнав поразки й вимушений був визнати своїм співволодарем брата. У 1397 році Іоганн раптово помер. Йому спадкували брат Стефан III та сини Ернст I та Вільгельм III.

## Родина
Дружина — Катерина, донька Мейнхарда VI, графа Горіції.
Діти:
- Ернст (1373—1438), герцог Баварського-Мюнхенський у 1397—1438 роках
- Вільгельм (1375—1435), герцог Баварсько-Мюнхенський у 1397—1435 роках
- Софія (1376—1425), дружина імператора Венцеслава Люксембурга

2. Коханка — Анна Пірссер.
Діти:
- Іоганн (1393—1452), єпископ Фрайзінгу